# 24 Heures de Spa 2019
Navigation
Édition précédente Édition suivante
Les 24 Heures de Spa 2019 (2019 Total 24 Hours of Spa), disputées les 27 juillet 2019 et 28 juillet 2019 sur le Circuit de Spa-Francorchamps, sont la soixante-et-unième édition de cette épreuve. La course faisait partie de la Blancpain GT Series Endurance Cup 2019 et du Intercontinental GT Challenge 2019 (en).

## Course

### Classement de la course
Les voitures ne parcourant pas 70% de la distance du gagnant sont non classées (NC).